# Deloraine, Manitoba
Deloraine är en ort i Kanada.   Den ligger i provinsen Manitoba, i den sydöstra delen av landet, 1 900 km väster om huvudstaden Ottawa. Deloraine ligger 503 meter över havet och antalet invånare är 1 068. Den ligger vid sjön Whitewater Lake.
Terrängen runt Deloraine är platt. Trakten runt Deloraine är nära nog obefolkad, med mindre än två invånare per kvadratkilometer.. Det finns inga andra samhällen i närheten. 
Trakten runt Deloraine består till största delen av jordbruksmark.